# Academy Award Review of Walt Disney Cartoons
Academy Award Review of Walt Disney Cartoons es una película animada antológica estrenada el 19 de mayo de 1937, y exhibida durante un tiempo limitado, con el propósito de ayudar a promocionar el siguiente lanzamiento de Disney, Snow White and the Seven Dwarfs. Se trataba de una colección de cinco cortometrajes de Walt Disney Productions, ganadores todos ellos de un premio Óscar cada uno, enlazados por medio de tarjetas de título y un narrador. Previamente, cada una de las caricaturas había sido lanzada individualmente tiempo antes de que Disney decidiera unirlas en un solo largometraje. Aunque los cortometrajes mostrados en Academy Award Review son presentaciones individuales, tales como en otros largometrajes de Disney como Make Mine Music o Melody Time.
Con sus 41 minutos de duración aproximadamente, la versión original de la película en 1937 no parece llenar las expectativas actuales para un largometraje. Sin embargo, Saludos Amigos, el cual con sus 42 minutos tampoco parece cumplir con el criterio, es considerado por Disney como uno de sus clásicos filmes animados (de acuerdo a British Film Institute, la Academia de las Artes y las Ciencias Cinematográficas de Hollywood y el American Film Institute, para que una obra visual sea considerada un largometraje requiere exceder de los 40 minutos de duración). Si entre los segmentos animados se excluyen los elementos en imagen real, la cantidad total de verdadera animación en Saludos Amigos es incluso menor que en Academy Award Review of Walt Disney Cartoons. No obstante, el libro oficial Disney A to Z, de Dave Smith, parece no incluir a la cinta en su listado de películas, posiblemente debido a que más que un largometraje oficial es simplemente una antología de cortometrajes.
Academy Award Review of Walt Disney Cartoons fue relanzada y actualizada con cuatro cortos adicionales en 1966, esta vez sin narración.
Ambas versiones de la película se lanzaron en Reino Unido directamente a formato VHS el 21 de junio de 1993.

## Segmentos de la película
La cinta original está conformada por los siguientes cinco cortos:
- Árboles y flores (1932)
- Los tres cerditos (1933)
- La liebre y la tortuga (1934)
- Tres gatitos huérfanos (1935)
- El primo campestre (1936)

Los siguientes cortos adicionales se añadieron en la edición de 1966:
- The Old Mill (1937)
- Ferdinando el Toro (1938)
- The Ugly Duckling (1939)
- Lend a Paw (1941)

Adicionalmente, en una edición en español conocida como Festival de los 11 Premios de Walt Disney se añadieron los cortos:
- Toot, Whistle, Plunk and Boom (1953)
- Winnie the Pooh en el bosque encantado (1968)